# London Lions (hockey su ghiaccio)
I London Lions furono una squadra inglese di hockey su ghiaccio, con sede a Londra; giocò 72 partite nella stagione 1973-74 contro numerose squadre europee.  Nacque per mano del proprietario dei  Detroit Red Wings, Bruce Norris, che voleva creare una nuova squadra da affiliare alla National Hockey League. Il suo vicepresidente era John Ziegler, che divenne poi presidente della National Hockey League nel 1977.
I Lions giocavano le proprie partite casalinghe alla Wembley Arena ed ebbero un record di 52 vinte, 13 perse e 7 pareggi.  Girarono l'Europa per promuovere un'ipotetica lega professionistica europea che sarebbe dovuta iniziare con la stagione 1974-75. Nell'idea originaria le migliori squadre di questa lega avrebbero poi potuto competere anche per la Stanley Cup, ma il progetto fu un fallimento.
La squadra prende il nome dai precedenti London Lions, che erano stati fondati nel 1924 da Blane Sexton, che giocarono a Westminster dal 1927, quindi al Golders Green ed al Hammersmith Palais fino al 1933, quando si trasferirono alla Wembley Arena come Wembley Lions.